# Karl Kröger (Fußballspieler)
Karl Kröger (* 1920; † nach 1952) war ein deutscher Fußballspieler.

## Werdegang
Karl Kröger spielte für Arminia Bielefeld, mit denen er 1949 Westfalenmeister wurde und in die seinerzeit erstklassige Oberliga West aufstieg. Nach nur einem Jahr stieg die Arminia in die II. Division West ab und Kröger wechselte zum Ligarivalen TSV Detmold. Mit den Detmoldern verpasste er im Sommer 1952 die Qualifikation für die eingleisige II. Division West. Karl Kröger absolvierte zwei Oberligaspiele und 49 Spiele in der II. Division West, bei denen er zweimal traf.